# Vitis tsoi
Vitis tsoi là một loài thực vật hai lá mầm trong họ Nho. Loài này được Merr. miêu tả khoa học đầu tiên năm 1932.